# 中非側頸龜
中非側頸龜（學名：Pelusios chapini）是非洲側頸龜屬下的一種龜，只生活在非洲中部。

## 分佈
中非側頸龜發現於中非共和國、剛果民主共和國、剛果共和國、加蓬和烏干達